# Platypalpus lacteiseta
Platypalpus lacteiseta är en tvåvingeart som först beskrevs av Collin 1922.  Platypalpus lacteiseta ingår i släktet Platypalpus och familjen puckeldansflugor.
Artens utbredningsområde är Seychellerna. Inga underarter finns listade i Catalogue of Life.